# زقين حارس
زقين حارس (الاسم العلمي:Diascia vigilis) هو نوع من النباتات يتبع جنس الزقين من الفصيلة الغدبية.